# Abubakari Yakubu
Abubakari Yakubu (Tema, 13 dicembre 1981 – Tema, 31 ottobre 2017) è stato un calciatore ghanese, di ruolo centrocampista.

## Carriera

### Club
Dopo gli inizi in patria si è trasferito in Olanda, dove, vestendo la maglia dell'Ajax, ha conquistato due titoli nazionali.

### Nazionale
Con la maglia della Nazionale ha esordito nel 2002, ha giocato 16 partite fino al 2006 ed è stato membro dei convocati per la Coppa d'Africa di quell'anno.

## Palmarès

### Club

#### Competizioni nazionali
- Campionato olandese: 2

Ajax: 2001-2002, 2003-2004
- Coppa dei Paesi Bassi: 1

Ajax: 2001-2002
- Supercoppa dei Paesi Bassi: 1

Ajax: 2002